# 하야부사촌
하야부사촌(隼村)은 돗토리현에 있던 촌이다. 